# Pimpla albipalpis
Pimpla albipalpis är en stekelart som beskrevs av Cameron 1905. Pimpla albipalpis ingår i släktet Pimpla och familjen brokparasitsteklar. Inga underarter finns listade i Catalogue of Life.